# 木下あかり
木下 あかり（きのした あかり、1992年12月31日 - ）は、日本の女優。ブレス所属。

## 来歴・人物
熊本県出身、福岡県育ち。西日本短期大学附属高等学校卒業。福岡で演技を学んでいた時にスカウトされ、デビュー。映画『あゝ、荒野 』で、第12回アジア・フィルム・アワードで新人賞を受賞。「第22回日本インターネット映画大賞」では助演女優賞を受賞。
2011年12月より右近役として出演したドラマ『スイッチガール!!』の第1話ではボスザルこと城ヶ崎麗香役の波瑠、左近役の寺川里奈と共に制服のスカートをおろされた挙句、粉状のトイレ用洗剤を浴びせられた。
初めて芝居をしたのは小学校低学年の時に地元地域の子供たちによる劇。子供の頃から演技をするのが当たり前と思い、将来は女優になる以外考えたことがなかったという。高校時代も演劇部に所属、演技する方も裏方も務めていた。一方で、性格は人見知りで緊張しやすい方だという。

## 出演

### テレビドラマ
- スイッチガール!!（2012年、フジテレビTWO） - 右近 役
- スイッチガール!!2（2012年 - 2013年、フジテレビTWO） - 右近 役
- ブラックボード〜時代と戦った教師たち〜 第3夜（2012年4月7日、TBS）
- D×TOWN「ボクらが恋愛できない理由」 第2・3話（2012年6月8日・15日、テレビ東京）
- あぽやん〜走る国際空港 最終話（2013年3月21日、TBS） - 中山ゆかり 役
- 隠蔽捜査 第7話（2014年2月24日、TBS）
- 花子とアン 第40話（2014年5月15日、NHK） - サッちゃん 役
- ランチのアッコちゃん 第4話 - 第6話（2015年6月2日、NHK BSプレミアム） - 舞 役
- スキャンダル専門弁護士 QUEEN（2019年） - 佐野亜矢 役

### 短編映画
- ヤギ、お前のせいだ（2012年） - 主演・森都 役
- ヴァージン 10代篇「くちばっか」（2012年） - 美穂 役
- ウタモノガタリ-CINEMA FIGHTERS project-「アエイオウ」（2018年）- 伊野ちか 役
- 21世紀の女の子「I wanna be your cat」（2019年）- 主演・ああ 役

### 長編映画
- あゝ、荒野（2017年） - 芳子 役[2]
- ひらいて（2021年）- 守屋 役

### 舞台
- 「あかいくらやみ〜天狗党幻譚〜」（2013年5月、シアターコクーン）
- 葛河思潮社「冒した者」（2013年9月 - 10月、神奈川芸術劇場・まつもと芸術劇場・吉祥寺シアター） - モモちゃん 役
- シス・カンパニー公演「ロンサム・ウェスト」（2014年5月3日 - 6月1日、新国立劇場） - ガーリーン 役
- 「カッコーの巣の上で」（2014年7月 - 8月、東京芸術劇場プレイハウス・兵庫県立芸術文化センター）
- 「ブルームーン」（2015年5月 - 6月、東京グローブ座） - 光恵 役
- カタルシツ「語る室」（2015年9月 - 10月、東京芸術劇場） - 益子真知子 役
- 「またここか」（2018年9月 - 10月、DDD青山クロスシアター） - 示野香夜子 役[3]

### ラジオドラマ
- FMシアター「婚礼、葬礼、その他」（2014年1月25日、NHK-FM）

### PV
- GLAY「Bible」（2012年）